# Emanuele Pozzolo
Emanuele Pozzolo (Vercelli, 25 agosto 1985) è un politico italiano, dal 13 ottobre 2022 deputato alla Camera, eletto con Fratelli d'Italia per poi esserne espulso.

## Biografia
Nato a Vercelli, dove consegue la maturità classica all'istituto di istruzione superiore Luigi Lagrangia, si laurea in giurisprudenza all'Università di Pavia ed esercita la professione di consulente legale.
Dal 2002 al 2007 ricopre il ruolo di vicepresidente provinciale di Vercelli di Azione Giovani, organizzazione giovanile di Alleanza Nazionale (AN), ma viene espulso dal presidente di AN Gianfranco Fini, per tramite del suo capo della segreteria politica Donato Lamorte, con l'accusa di essere "un violento estremista verbale".
Alle elezioni amministrative del 2004 viene eletto consigliere circoscrizionale della 5ª circoscrizione comunale di Vercelli, seppur da indipendente, con la Lega Nord. Alle amministrative del 2009 si candida al consiglio comunale di Vercelli, tra le liste della Lega, risultando eletto consigliere comunale.
Nel 2012 lascia la Lega, dopo esser stato pesantemente criticato dal collega di partito Gianluca Buonanno, aderendo a dicembre dello stesso anno in Fratelli d'Italia (FdI), divenendo portavoce provinciale di Vercelli.
Il 17 giugno 2019 viene nominato assessore alle politiche giovanili nella giunta comunale di Vercelli guidata da Andrea Corsaro. Ad aprile 2023 si dimette da assessore, a seguito delle polemiche suscitate dalla sua forte critica contro la scelta di Gad Lerner (definito da Pozzolo come un "provocatore") come oratore ufficiale nelle celebrazioni dell'anniversario della liberazione organizzate per il 25 aprile nel capoluogo piemontese.
Alle elezioni politiche anticipate del 2022 viene candidato alla Camera dei deputati, tra le liste di FdI nel collegio plurinominale Piemonte 2 - 01 in terza posizione, con il placet molto sofferto di Guido Crosetto, venendo eletto deputato. Nella XIX legislatura è componente della 3ª Commissione Affari esteri e comunitari. 
Il 4 gennaio 2024 la presidente di Fratelli d'Italia Giorgia Meloni ne ha annunciato la sospensione da FdI, a causa dell'inchiesta riguardate la sparatoria di capodanno 2023, mentre il 9 gennaio viene sospeso «in via cautelativa» dal relativo gruppo parlamentare alla Camera. A fine febbraio 2025 viene ufficialmente espulso dai probiviri di Fratelli d'Italia, mentre il 14 maggio seguente viene definitivamente espulso dal gruppo parlamentare.

## Posizioni politiche
Nel dicembre 2022 ha criticato duramente la sentenza con cui la Corte costituzionale dichiarava la legittimità costituzionale delle norme istitutive dell'obbligo vaccinale contro il COVID-19, provvedimento disposto dal governo Draghi nel 2021 nell'ambito della gestione della pandemia di COVID-19 in Italia.

## Vicende giudiziarie
Il 1º gennaio 2024, nei locali della pro loco di Rosazza (Biella), durante la festa di Capodanno organizzata dal sindaco nonché sorella di Andrea Delmastro Delle Vedove, sottosegretario alla giustizia nel governo Meloni, dal mini-revolver di Pozzolo è partito un colpo che ha ferito alla gamba Luca Campana, compagno della figlia del caposcorta di Delmastro. Pozzolo ha inizialmente fatto ricorso all'immunità parlamentare per sottrarsi al test per la rilevazione dell'eventuale presenza di polvere da sparo su mani e indumenti, per poi sottoporsi sei ore dopo ai rilevamenti forensi, seppur rifiutandosi di consegnare gli abiti ai militari. È stato inoltre iscritto nel registro degli indagati per lesioni colpose aggravate. Il ferito ha sporto querela contro Pozzolo, ma venne successivamente ritirata dopo un accordo di risarcimento.
Il 25 gennaio viene indagato anche per porto d'armi abusivo dalla procura di Biella. Il 14 giugno 2024 la procura di Biella chiede il rinvio a giudizio per i reati di omessa custodia di armi, accensioni ed esplosioni pericolose e porto illegale d’armi in luogo pubblico. Il 20 novembre viene rinviato a giudizio per porto d'arma da collezione e porto illegale di munizionamento da guerra, mentre l'accusa di lesioni non c'é per via del ritiro della querela. Mentre su esplosioni pericolose e omessa custodia d'arma, il caso si è chiuso con il pagamento di un'oblazione.